# 安德烈斯·海德爾-毛瑞爾
安德烈斯·海德爾-毛瑞爾（Andreas Haider-Maurer，1987年3月22日—）是一位奧地利男子職業網球運動員，於2005年成為職業球手。他在2015年年底遭遇伤病，致使他无缘参加2016年赛季的任何比赛。2019年1月，他正式退役。

## 外部連結
- 安德烈斯·海德爾-毛瑞爾（英文/西班牙文）的官方資料
- 安德烈斯·海德爾-毛瑞爾的國際網球總會 職業／青少年 官方資料（英文）
- 安德烈斯·海德爾-毛瑞爾的官方資料（英文）